# Regla Torres
Regla Torres Herrera (12 febbraio 1975) è un'ex pallavolista cubana.
Nel 2001 è stata nominata miglior giocatrice del XX secolo dalla FIVB e inserita nella Volleyball Hall of Fame.

## Carriera
Ha vinto tre medaglie olimpiche nella pallavolo con la nazionale femminile cubana, tutte d'oro. In particolare ha trionfato con la sua squadra alle Olimpiadi di Barcellona 1992, alle Olimpiadi di Atlanta 1996 e alle Olimpiadi di Sydney 2000.
Ha vinto inoltre due campionati mondiali (1994 e 1998), una Grand Champions Cup (nel 1993), tre Coppe del Mondo (1989, 1991 e 1995) e due World Grand Prix (1993 e 2000). In quest'ultima manifestazione ha conquistato anche una medaglia d'argento (1994) e due di bronzo (1995 e 1998).